# ميناء دلس
ميناء دلس هو ميناء صيد بحري يقع في بلدية دلس ويعتبر أحد الموانئ التاريخية لولاية بومرداس ومنطقة القبائل في ميدانَيْ التجارة والمواصلات البحرية.

## التهيئة
تمت إعادة تهيئة ميناء دلس عبر تجديد مرافقه كتوسيع مساحات الرسو وإنجاز المرافق الضرورية لعمل الصيادين وإعادة تنظيمه وفق المعايير الدولية وتطوير مختلف خدماته، مع تطهير حوض الميناء.
ومن أجل تطوير قدرة استيعاب هذا الميناء المكتظ سابقا، تم إنجاز ثلاثة أرصفة جديدة مخصصة للقوارب الصغيرة كسفن السردين وسفينة صيد أخرى، مع التهيئة اللازمة لاستيعاب سفن تجارية ذات أحجام محددة.
فتمت توسعة مساحة الميناء اليابسة الرئيسية وتدعيمها بمساحة يابسة جديدة تقدر بحوالي هكتار واحد مخصصة للاستعمال التجاري المتعلق بنشاط الميناء واستيعاب مختلف الاستثمارات في القطاع.
وجاءت هذه التهيئة لاستغلالها في تدعيم التوجهات السياحية للمنطقة، خاصة أن هذا الميناء مجاور للميناء العتيق الموجود بأسفل قصبة دلس الذي يعد مقصدا مفضلا للسياح.
وأهمية ميناء دلس المختلط بالنسبة لولاية بومرداس تكمن كذلك في تشغيله في مختلف مهن الصيد البحري أكثر من 2.000 شخص، مع قدرة استيعاب ورسو في الرصيف الواحد كانت لا تتجاوز المائة وحدة صيد من مختلف الأحجام قبل التهيئة.

## الأسماك
يتم صيد العديد من أنواع السمك انطلاقا من ميناء دلس أهمها السردين، واللاتشا، والميرلان، والروجي، والجمبري الملكي، والأخطبوط، والسيبيا، وكلب البحر.
ذلك أن ولاية بومرداس، بموانئها الثلاثة ميناء دلس وميناء جنات وميناء زموري، هي ثالث أهم ولاية جزائرية منتجة للأسماك على المستوى الوطني بمعدل 9 آلاف طن سنويا.
- السردين

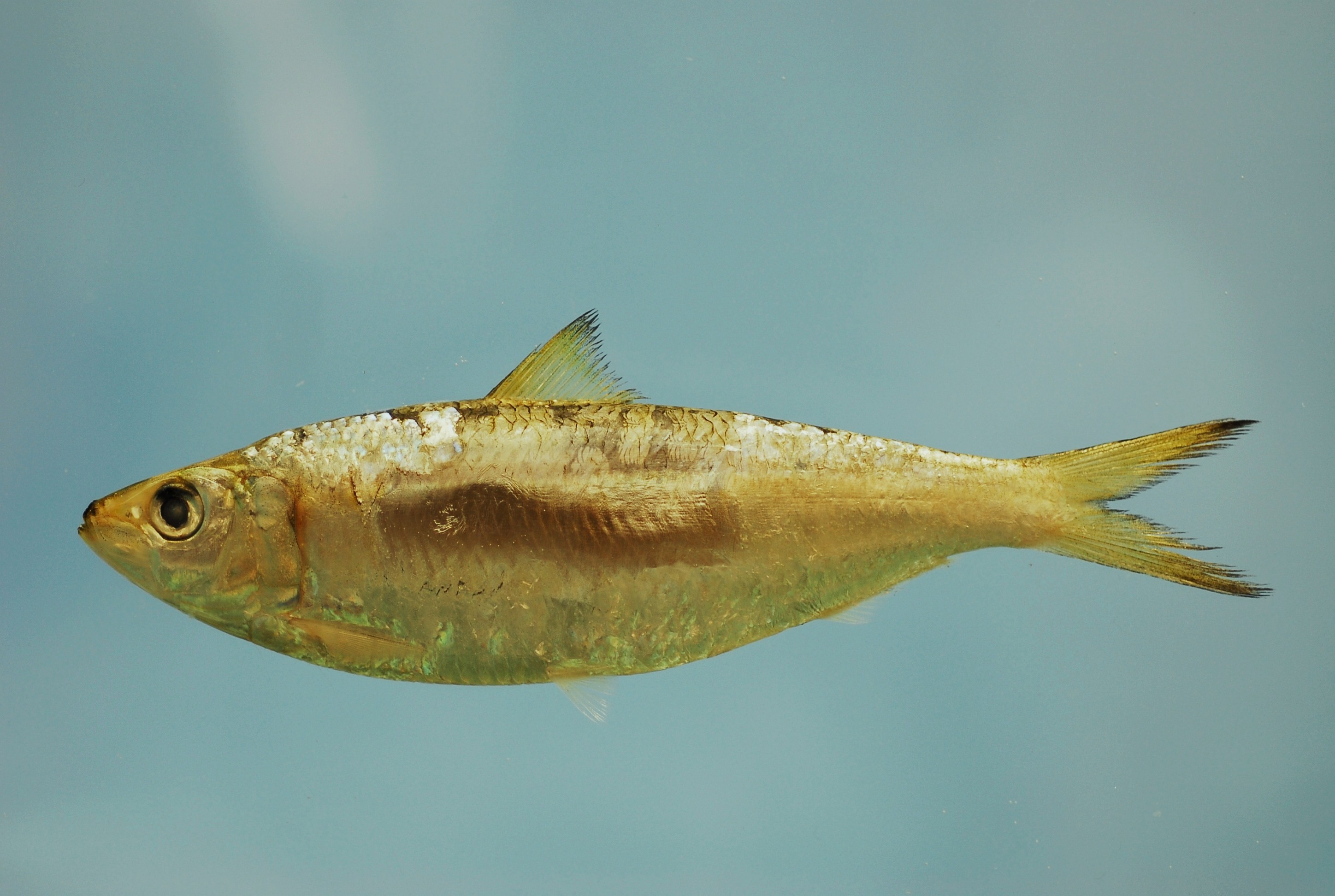
اللاتشا
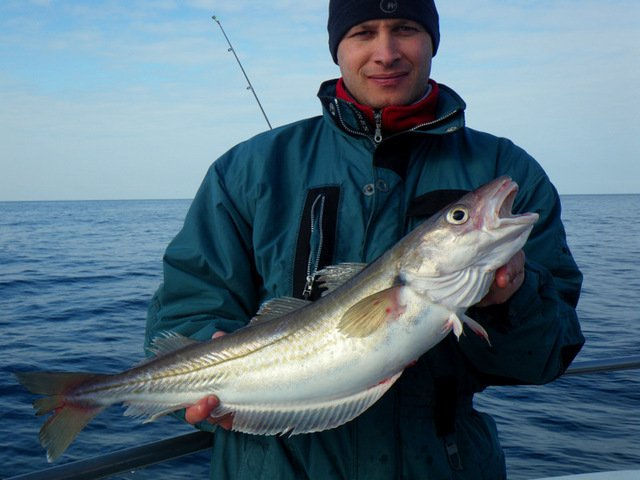
الميرلان
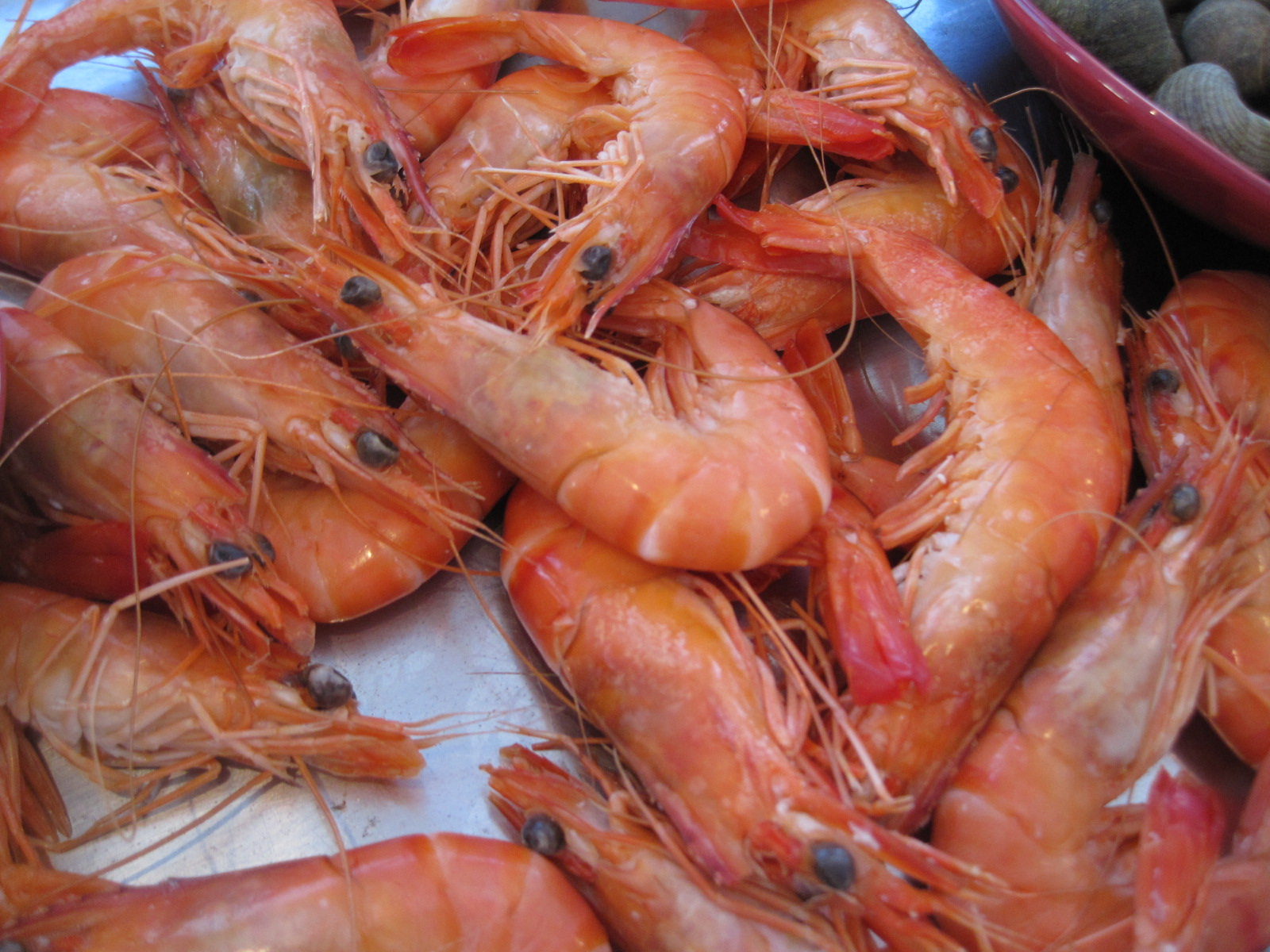
الجمبري الملكي
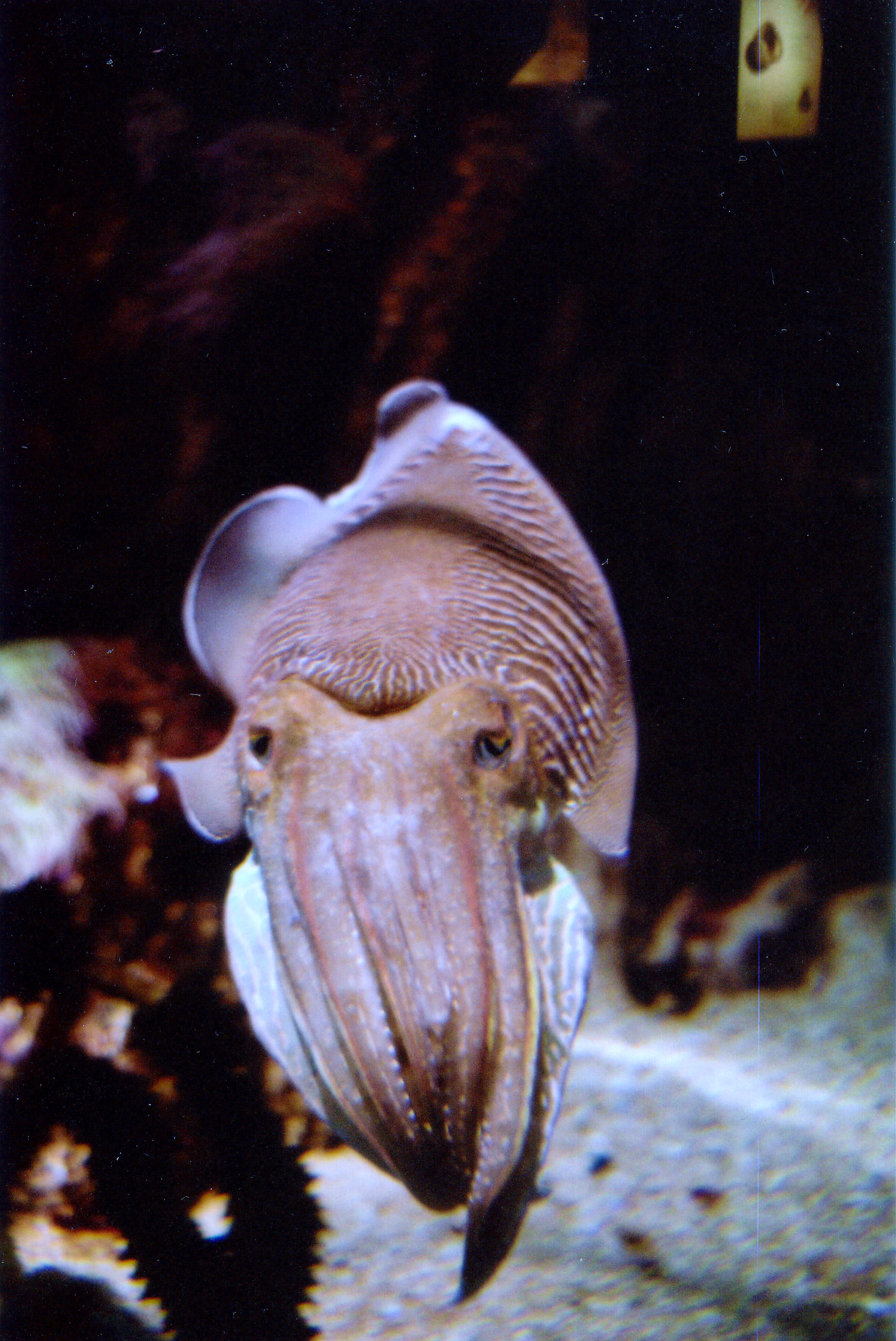
السيبيا
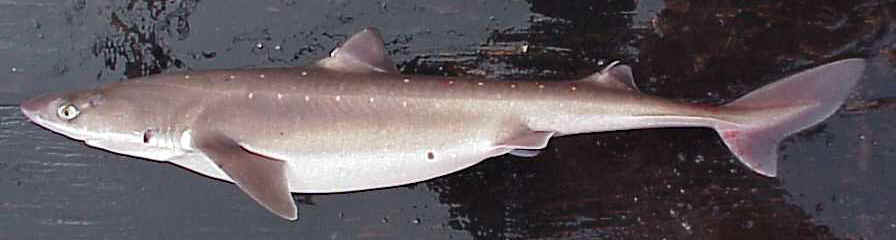
كلب البحر
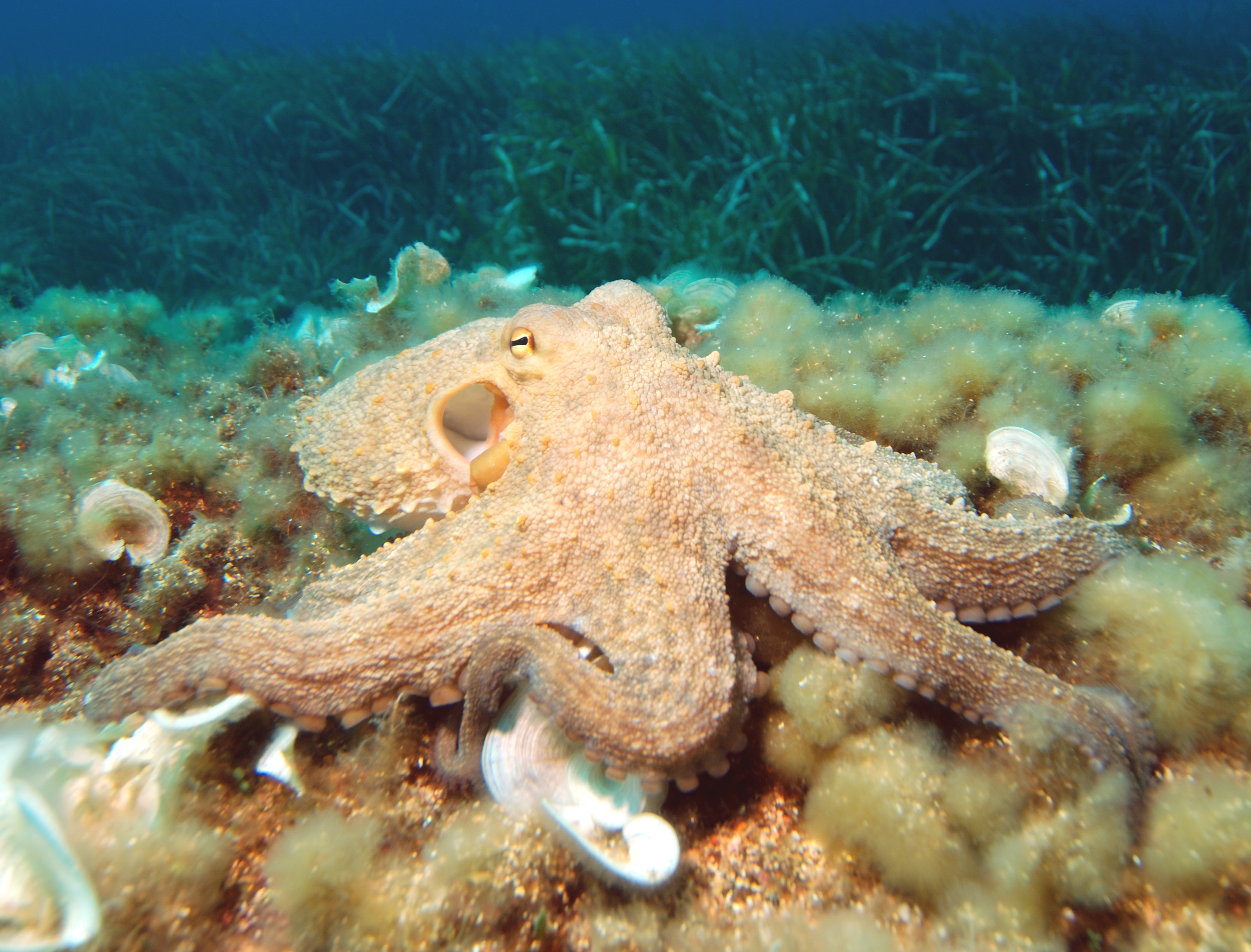
الأخطبوط
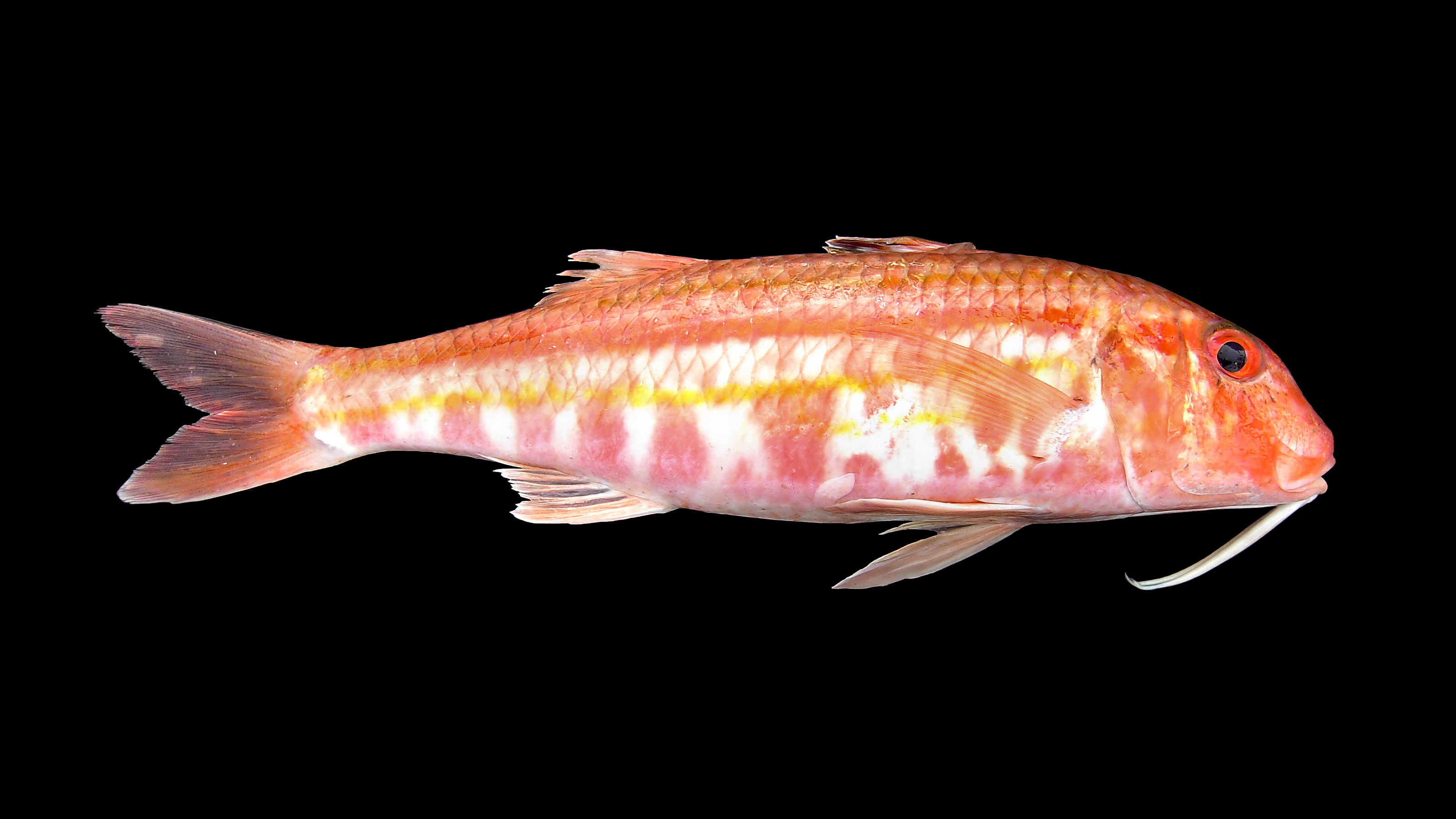
الروجي

## فترة الراحة
يتوقف نشاط صيد الأسماك في ميناء دلس عند سوء الأحوال الجوية الذي يعيق خروج سفن الصيادين إلى عرض البحر الأبيض المتوسط.
كما أن فترة الراحة في الميناء لتفادي الإفراط في صيد الأسماك تبدأ من نوفمبر إلى فيفري من كل سنة حيث ينقص السردين تحديدا، ويبدأ موسم صيد جديد من مارس إلى سبتمبر، وهي الدورة الطبيعية التي يتكاثر فيها هذا النوع من الأسماك المحبوب والمطلوب.

## الموقع
يقع «ميناء دلس» على الشريط الساحلي لولاية بومرداس على بعد 40 كلم إلى الشمال الشرقي من ميناء زموري، وعلى بعد 20 كلم إلى الشرق من ميناء جنات وعلى بعد 26 كلم إلى الغرب من ميناء تيقزيرت.
وهذا الموقع الرائع في الشريط الساحلي والواجهة البحرية، يجعل منه موقعا استراتيجيا مقابلا للطريق الوطني رقم 24.
يقع «ميناء دلس» على بعد 49 كلم إلى الشمال الشرقي من مدينة بومرداس، ويطل على البحر الأبيض المتوسط.
ويقع هذا الميناء في ساحل منطقة القبائل.

## سوق الجملة للأسماك

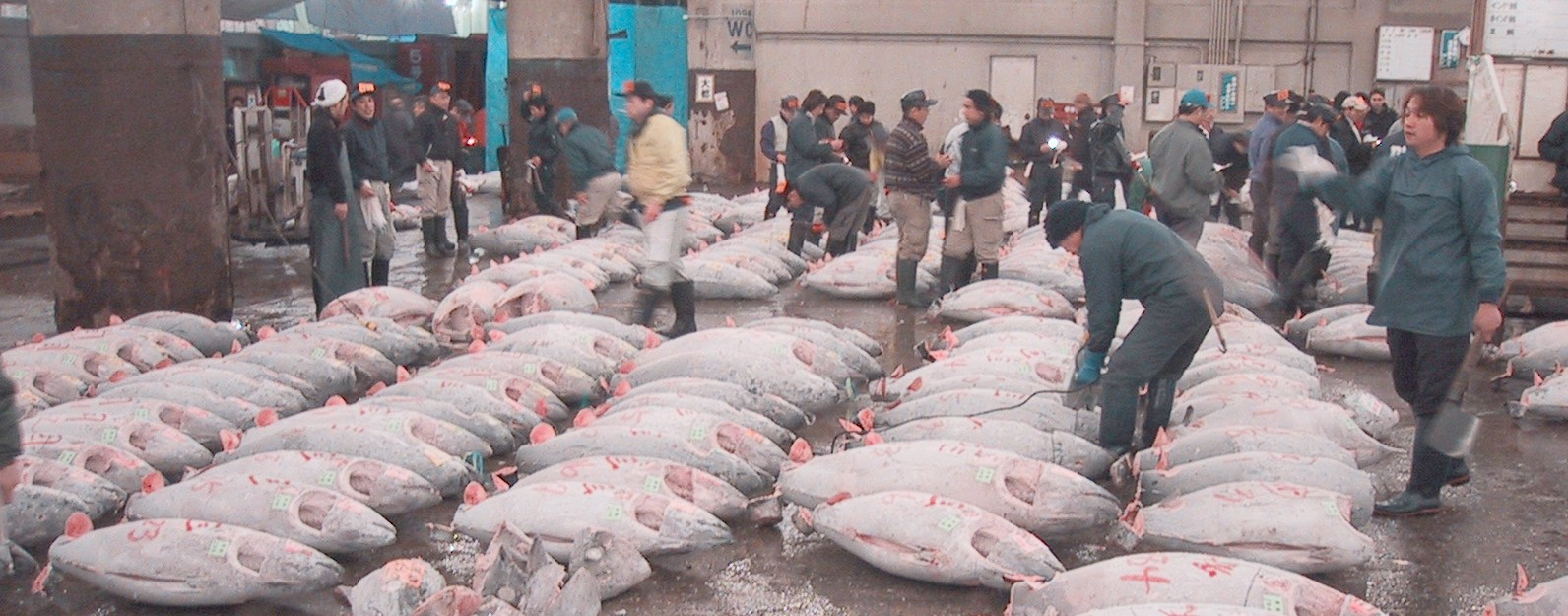
سوق بيع الأسماك

قررت «الغرفة الولائية للصيد البحري وتربية المائيات» في ولاية بومرداس إنشاء ثلاثة أسواق جملة لبيع الأسماك بكل من ميناء دلس وميناء جنات وميناء زموري.
ذلك أن إيصال الأسماك إلى المناطق الجزائرية الداخلية والنائية انطلاقا من موانئ بومرداس يقتضي التحكم أكثر في تجارة المنتوجات البحرية من خلال أسواق جملة الثلاثة، بالإضافة إلى المسمكات في الكرمة ورأس جنات، إلى جانب فتح المسمكات في كل الأسواق الجوارية البلدية للتحكم كذلك في تجارة الأسماك.

## المسمكة
استفاد ميناء دلس منذ سنة 2010م من مشروع إنجاز مسمكة من شأنها ضمان تنظيم أحسن وتثمين أكثر للمنتجات البحرية الهامة التي يتوفر عليها ساحل دلس.
وبعد إعداد الدراسات المتعلقة بهذا المشروع، انطلقت أشغال إنجازه في سنة 2012م، حيث أن هذه المسمكة من الصنف الأول مجهزة بأحدث تقنيات الاتصال والبيع بالمزاد العلني، إضافة إلى تدعيمها ببوابة إلكترونية لتسويق وعرض المنتجات وحجزها عن بعد.

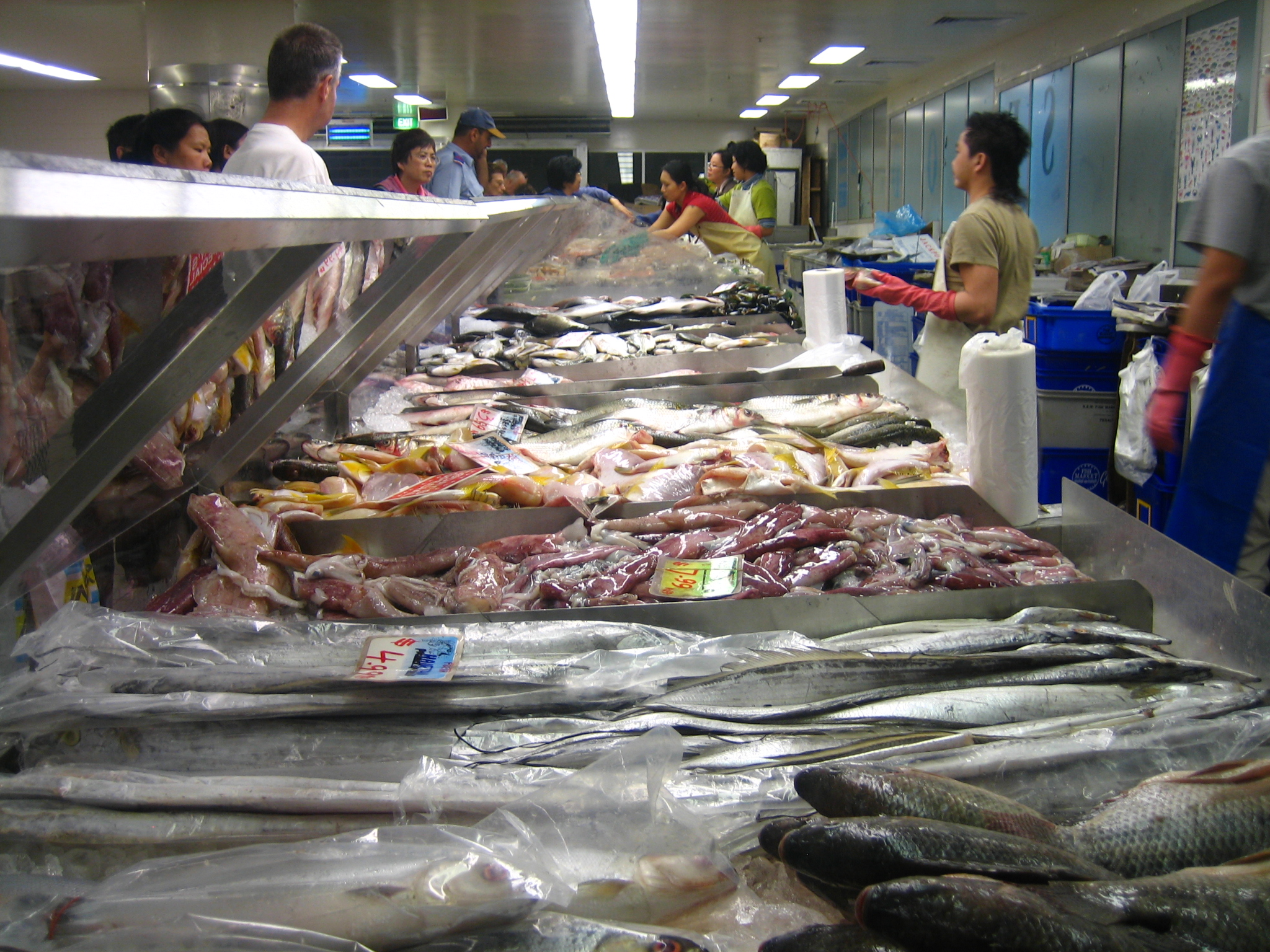
مسمكة

كما تمت برمجة توفير مساحات لعرض وبيع المنتجات مجهزة بلوحات إلكترونية للإعلان عن الأسماك المتوفرة وعرض أسعارها في هذه المسمكة، علاوة على تزويدها بوحدات للتبريد والتخزين.
وتتمثل أهداف هذا المشروع في:
1. تنظيم السوق من حيث العرض والطلب،
2. العمل بغرض القضاء على المضاربة في الأسعار،
3. جمع الإحصائيات الدقيقة حول مختلف منتجات الصيد البحري،
4. المرافقة البيطرية للمنتجات.

وجاء إنجاز هذا المشروع ضمن المنشآت القاعدية المشجعة على تنشيط الصيد البحري بجوار الطريق الوطني رقم 24.

## ملجأ للصيد البحري
تم تسجيل مشروع إنجاز «ملجأ للصيد البحري» بمنطقة «القوس» القريبة من ميناء دلس في سنة 2010م.
وانطلقت الدراسات الخاصة بإنجاز هذا الملجأ في الموقع الذي كان مستغلا كملجأ طبيعي لممارسة الصيد التقليدي.
والهدف من وراء هذا المشروع هو تدعيم قدرة استيعاب الملجأ وتحسين ظروف عمل الصيد ورسو القوارب بشكل جيد وآمن.

## التلوث

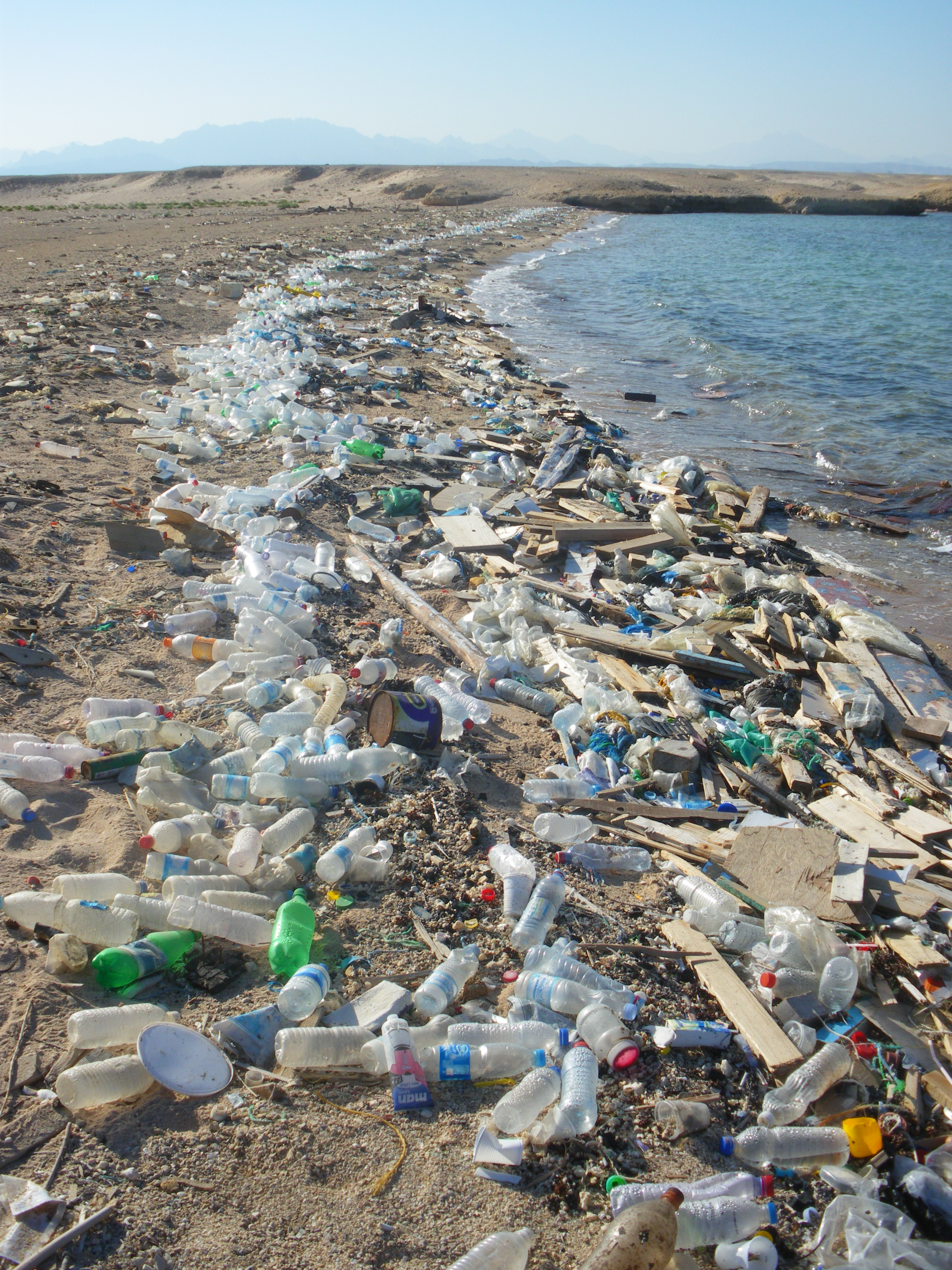
تلوث شاطئ بالقمامة البحرية

تقوم «مديرية الصيد البحري والموارد الصيدية» في ولاية بومرداس برصد بيئي دوري لنسبة التلوث البحري في حوض ميناء دلس بواسطة اتخاذ تدابير تطهيره من المخلفات والنفايات الصلبة والسائلة التي تشكل خطرا على البيئة البحرية والمحيط الساحلي.
ويتم هذا الرصد البيئي بمشاركة ميدانية من عدة هيئات إدارية وجمعيات فاعلة في ولاية بومرداس متمثلة في عمليات:
1. تحاليل كيميائية لمياه البحر لمعرفة جودة المياه داخل الحوض،
2. تزفيت أرضية ميناء دلس،
3. طلاء الهياكل والجدران،
4. تشجير المساحات الخضراء،
5. وضع في الخدمة خزانات لتجميع الزيوت المستعملة،
6. تنظيف «شاطئ الرميلة» المقابل للميناء من كل المخلفات التي تصب داخل الحوض،
7. تحسيس وتوعية الصيادين حول أهمية الراحة البيولوجية وعقلنة عملية الصيد واستغلال الثروة السمكية.[18]

## ترمل الحوض

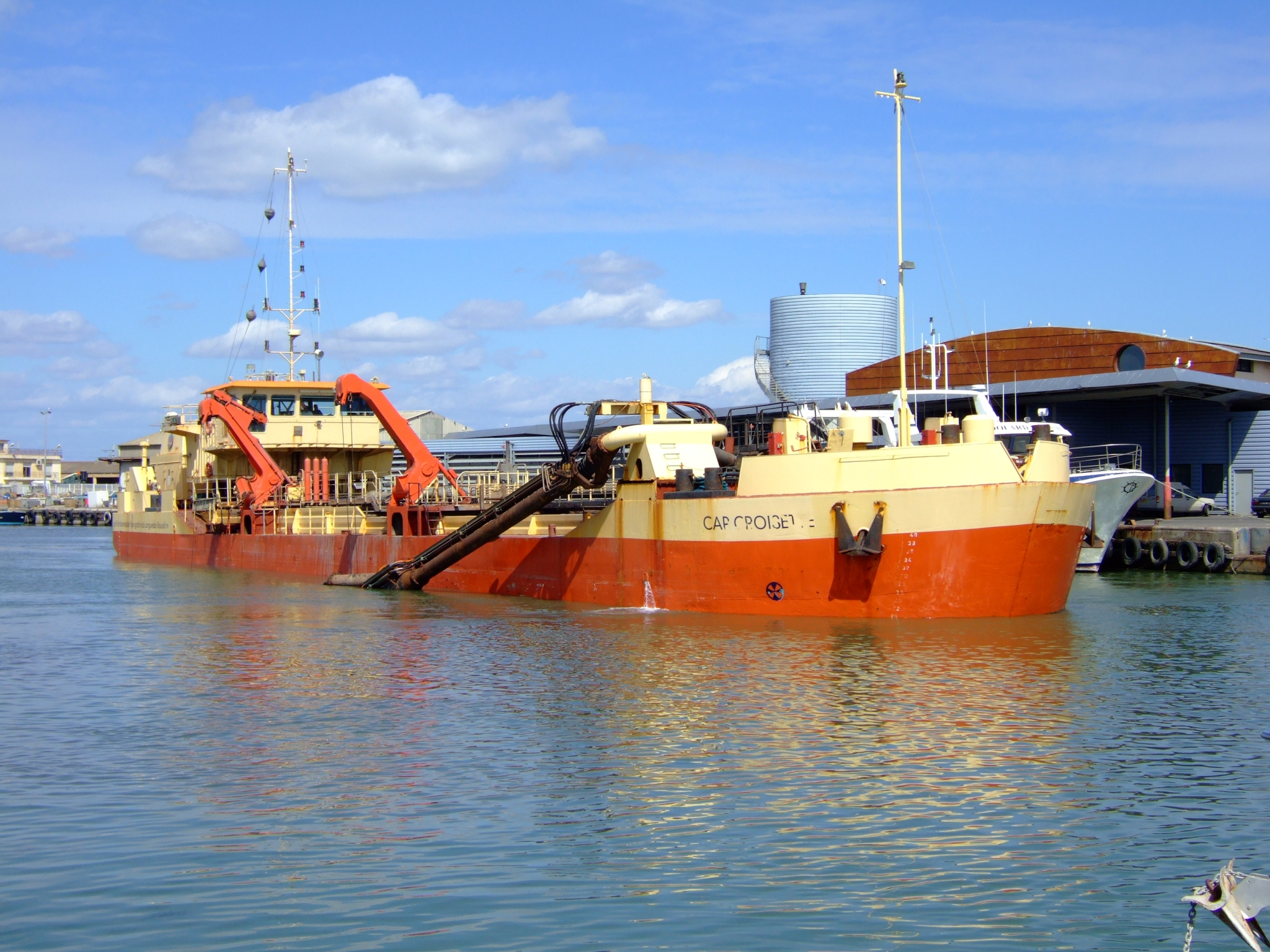
سفينة متخصصة في التكريك

يعاني ميناء دلس من استمرار مشكلة الترمل وتقلّص مساحة النشاط بما يهدد بالغلق التام للفتحة الرئيسية للميناء.
ففي سنة 2015م، لم يبق سوى 2 متر من العمق بالمدخل الرئيسي للميناء نتيجة المد والجزر، مما أوجب التدخل للقيام بأشغال التكريك والتجريف لإنقاذ حوض الميناء وتطهيره وتهيئته.
ويقوم الصيادون الناشطون على مستوى ميناء دلس بمكافحة ترمل الحوض لتفادي التوقف النهائي عن النشاط، وإنقاذ معه عشرات العائلات التي تقتات من هذا المصدر الاقتصادي.
ذلك أن ظاهرة الترمل يرافقها تكدس عشرات الأطنان من الرواسب والأوحال التي ركدت في الأعماق وغمرت حوض الميناء والمدخل الرئيسي، حيث لم يبق سوى حوالي مترين في القناة.
وبسبب هذه الوضعية، تعذر على أصحاب السفن الكبيرة الدخول بشكل طبيعي مع تخوفهم من توقف النشاط بصفة نهائية في آفاق 2018م إذا لم يستفد الميناء من مشروع تنقيته ورفع المخلفات والنفايات الصلبة التي تقبع داخل الحوض.

## مكتبة الصور

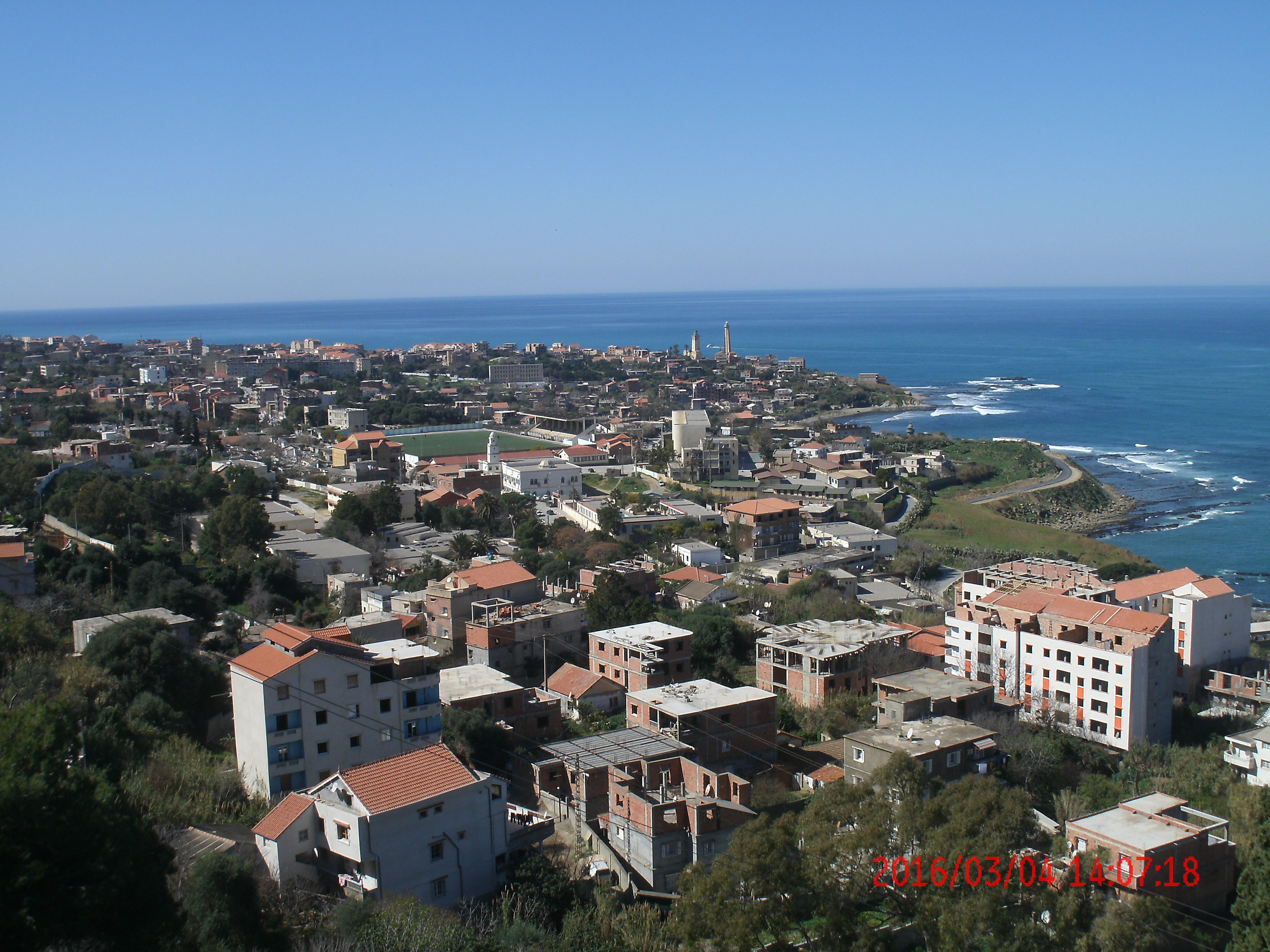
مدينة دلس
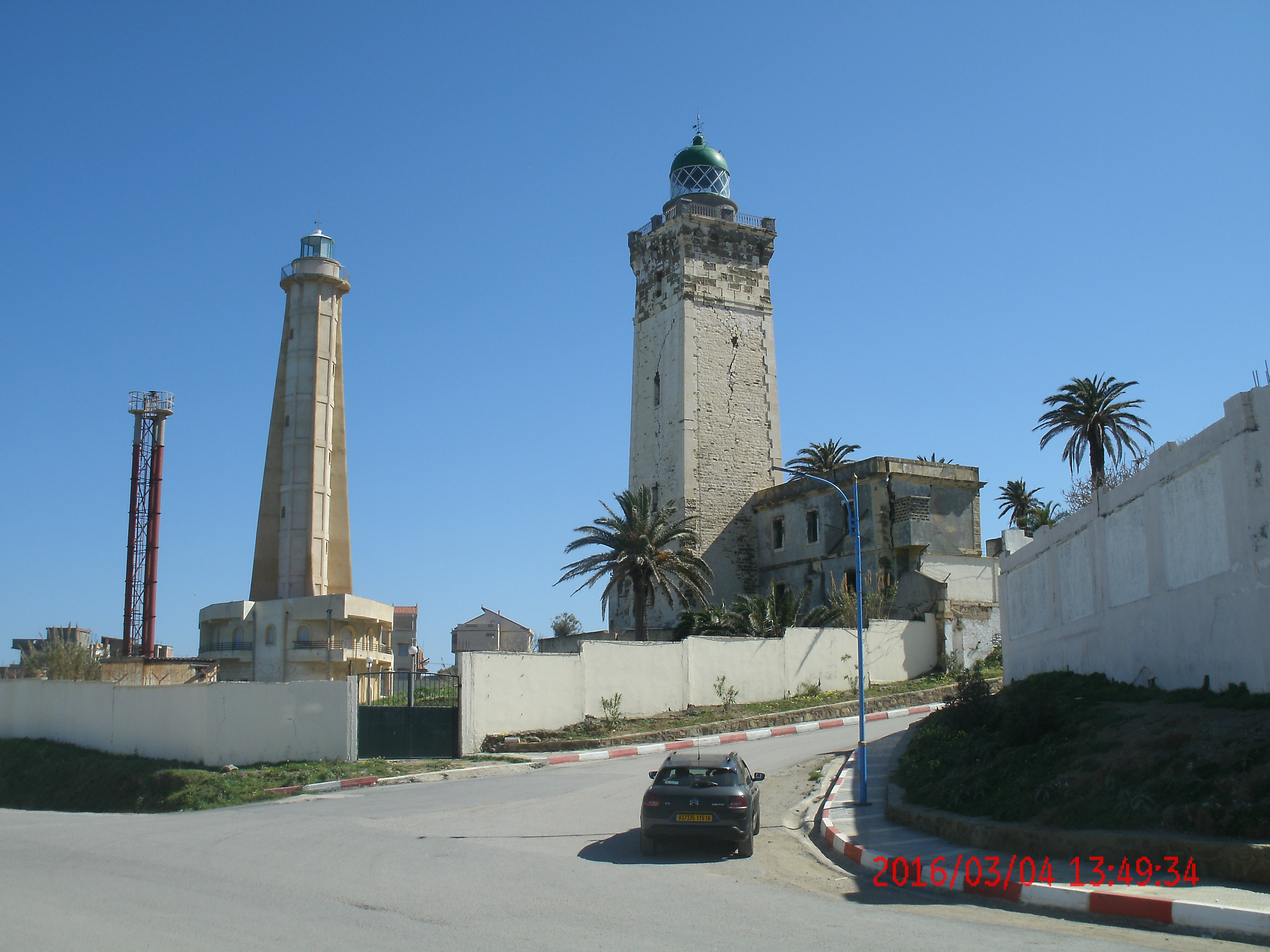
منارة رأس بنغوت [الفرنسية] في دلس
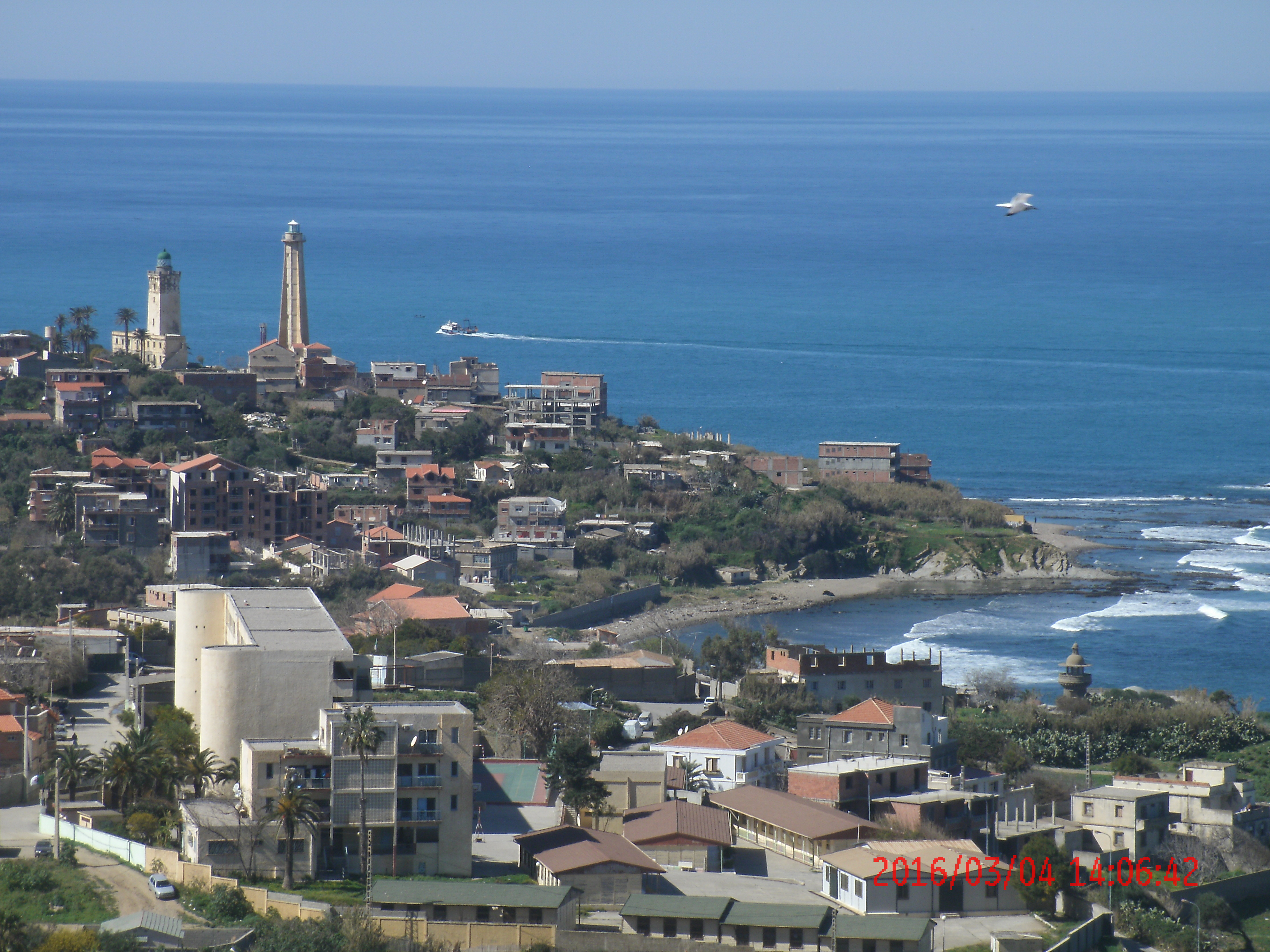
منارة رأس بنغوت [الفرنسية] في دلس
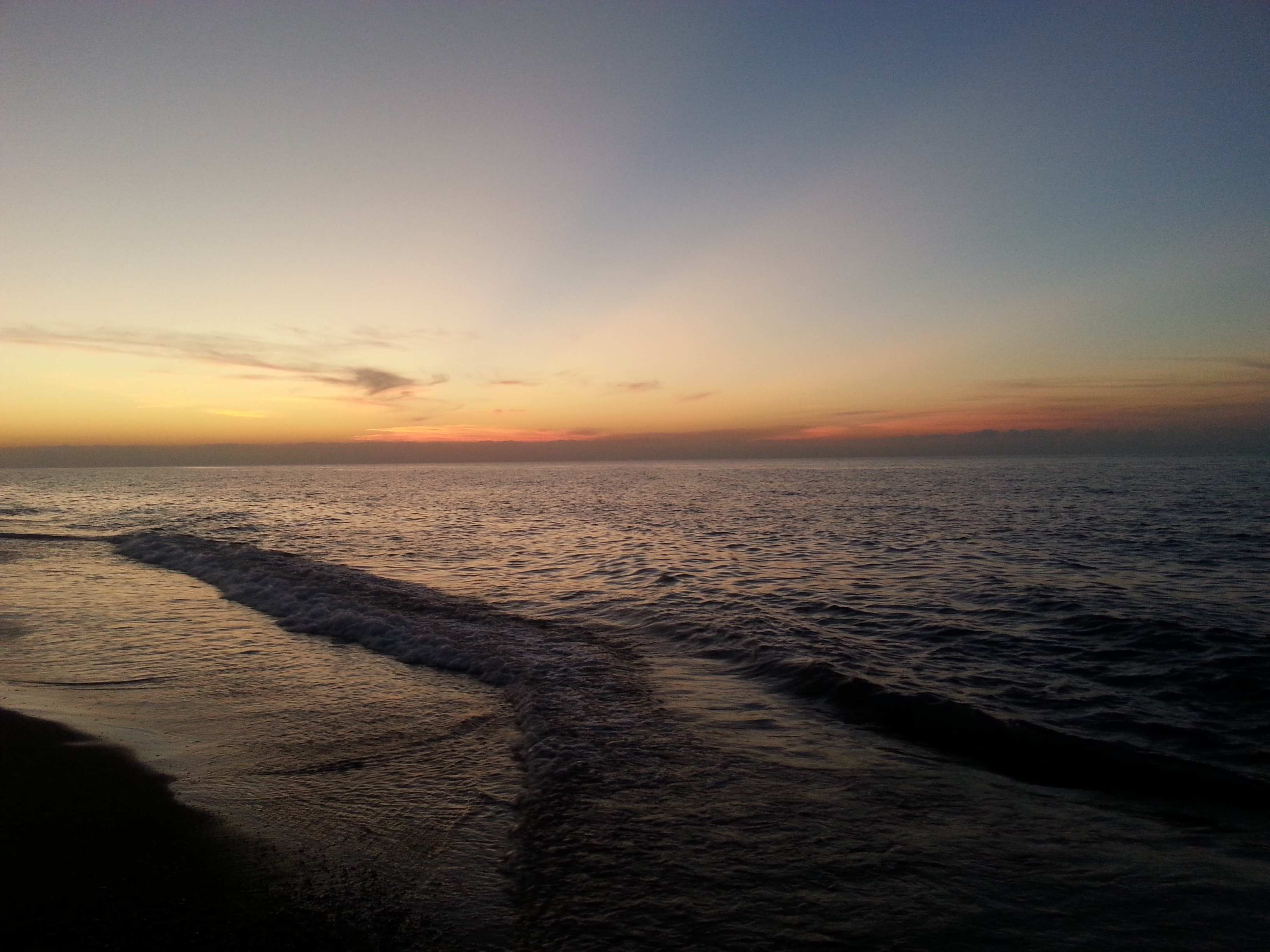
غروب الشمس قرب ميناء دلس

### مواضيع ذات صلة
- قائمة موانئ الجزائر
- قائمة خلجان الجزائر
- قائمة شواطئ الجزائر
- الصيد البحري في الجزائر
- النقل في الجزائر
- السياحة في الجزائر
- ولاية بومرداس

### فيديوهات
- ميناء دلس على يوتيوب.
- منظر ميناء دلس على يوتيوب.
- توسعة وإعادة تهيئة ميناء دلس على يوتيوب.
- تنظيف ومراقبة ميناء دلس على يوتيوب.
- برنامج تطوير ميناء دلس على يوتيوب.
- إنشاء أرصفة في ميناء دلس على يوتيوب.